# Kang Sok-kyong
Kang Sok-kyong (* 10. Januar 1951 in Taegu) ist eine südkoreanische Schriftstellerin.

## Leben
Kang Sok-kyong ist 1951 in der Stadt Taegu geboren und hat an der Ewha Womans University Bildhauerei studiert.
1974 bekam sie für ihre Erstlingswerke Die Wurzel (Kŭn) und Open Game (Opŭn Keim) den „Munhak Sasang“ (Literarischer Gedanke) Preis für Debütanten verliehen. Seitdem schrieb sie Werke, in denen die Figuren feinsinnig charakterisiert werden. Die Protagonisten leiden unter ihren Lebensbedingungen, die es ihnen unmöglich machen, das Wahre im Leben zu finden. Deshalb machen sich die Figuren auf die Suche nach Erlösung.
Bis zum gegenwärtigen Zeitpunkt hat die Autorin sieben Erzählbände und Romane veröffentlicht. Die blaue Zeit, Die Nacht und die Wiege, Das Zimmer im Wald, Das Tal in der Nähe, Die Sterne im Himmel über Lhasa, Die tiefe Treppe in mir, Der reiskornkleine Buddha sowie zwei Essaybände Bericht einer Indienreise und Der Weg zu den Hügelgräbern. Erschienen sind außerdem ein Sammelband über Interviews, die sie mit einigen Künstlern führte, unter dem Titel Arbeitende Künstler sowie ein Märchenbuch für Erwachsene: Toto, der nach Indien ging.
Wenn eine Frau, die Bildhauerei studiert hat, sich dennoch für die literarische Welt entscheidet, müsste sie einen besonderen Ansporn gehabt haben. „Aber nein, es war reiner Zufall“, sagt sie. Davor hätte sie nie den Traum gehabt, Schriftstellerin zu werden. Im vierten Jahr an der Universität wusste sie wegen des Bankrotts ihres Vaters nicht, wie sie die Studiengebühren aufbringen sollte. Durch Zufall wurde sie auf einen Literaturwettbewerb aufmerksam, der von der Uni-Zeitung ausgeschrieben wurde, und nahm daran teil. Das war der Beginn ihrer literarischen Karriere. Diejenigen, die ihr Debüt positiv aufnahmen, sahen dies als glücklichen Zufall. Seitdem veröffentlicht sie Werke, in denen sich die Figuren wie bei ihren Lieblingsautoren, Pak Kyong-ni, Hong Myeong-hi und Dostojewski, mit dem Ernst des Lebens, der Würde der Frau und seelischen Konflikten befassen. Sie wechselte zwar von der bildenden Kunst in die Literatur, beschäftigt sich aber immer noch mit der gleichen Frage, die sie sich bereits seit dem Studium der Bildhauerei stellte: Was sind Künstler oder was ist Kunst?
Der Wille, die Nebensächlichkeiten des Alltags auszublenden und nur vor dem Wesentlichen zu stehen, ist ein Thema, das all ihre Schriften wie ein roter Faden durchzieht. „Die Bildhauerei reduziert die Gestaltung auf das Wesentliche. Das Modellieren mit Ton ebenfalls. Man bringt Ton an einer Figur an und muss ihn gleichzeitig entfernen.[…] Beim Schreiben denke ich ständig, welche Worte soll ich nur streichen. Es ist vielleicht eine Gewohnheit, die ich unbewusst bei der Modellierung gelernt habe. Alles muss notwendig sein, so dass ich Überflüssiges immer wieder entferne. Ob Literatur oder Bildhauerei, wenn es darum geht, etwas auszudrücken, sind sie identisch. Dennoch, Literatur kann sich mit dem Medium Sprache viel konkreter ausdrücken als Bildhauerei.“
Die Schriftstellerin, süchtig nach Reisen und Büchern, die sie zur Erleuchtung bringen, hofft darauf, in einer Dorfgemeinschaft in Südindien einen Roman über die Utopie, den ewigen Traum der Menschen, schreiben zu können.

## Arbeiten
- Die Nacht und die Wiege (Pam-gwa yoram, Mineum, 1978/2008).
- Künstler bei der Arbeit (Ilhanŭn yesulga-dŭl, Yŏlhwadang, 1986) ISBN 978-89-301-0937-6.
- Das Zimmer im Wald (Su'psok-ŭi pang, Mineum, 1986/2005) ISBN 89-374-2014-7.
- Die blaue Zeit (Ch'ŏngsaek sidae, Hanbŏt, 1989).
- TtoTto in Indien (Indo-ro kan Ttotto, Yŏllimwŏn, 2000/2008) ISBN 89-85247-42-5.
- Das Tal in der Nähe (Kakkaun koljjagi, Mineum, 1992) ISBN 89-374-0042-1.
- Die Sterne im Himmel über Lhasa (Sesang-ŭi pyŏl-ŭn ta Rasi-e ttŭnda, Sallim, 1996) ISBN 89-85577-50-6.
- Die tiefe Treppe in mir (Nae an-ŭi kipŭn kyedan, Ch'angjak-kwa pip'yŏngsa, 1999) ISBN 978-89-364-3334-5.
- Bin ich zu weit gekommen? (Na-nŭn nŏmu mŏlli wassŭlkka in 2001-nyŏn che-8-hoe 21-segi Munhaksang susang chakp'umjip, Isu, 2001) ISBN 89-88047-08-7.
- Reiseberichte aus Indien (Indo kihaeng, Mineum, 2001) ISBN 978-89-374-0068-1.
- Rückstand (Mibul, Mineum, 2004) ISBN 89-374-8036-0.
- Kang Sŏk-kyŏng’s Spaziergang durch Kyŏngju (Kang Sŏk-kyŏng-ŭi Kyŏngju sanch'aek, Yŏllimwŏn, 2004) ISBN 978-89-7063-436-4.
- Warum schreibe ich Literatur? (Na-nŭn Wae Munhak-ŭl hanŭnga, Yŏlhwadang, 2004) ISBN 978-89-301-0087-8.
- Der Tempel, der in meinem Herzen zurückbleibt (Nae maŭm-e namŭn chŏl, San ch'ŏrŏm, 2007) ISBN 978-89-90062-21-5.
- Das Zimmer im Wasser (Mulsok-ŭi bang in Hanguk sosŏl-ŭi ŏlgul 1980–1989, Purŭn sasang, 2008) ISBN 978-89-5640-619-0.
- Der heilige Frühling (Sinsŏnghan pom, Mineum, 2012) ISBN 978-89-374-8609-8.

### Übersetzungen

#### Deutsch
- Hinter Glas (Erzählung) in: Koreanische Erzählungen (dtv, 2005)

#### Englisch
- The Valley Nearby (Portsmouth, N.H., Heinemann Asia, 1997)
- Words of Farewell: Stories by Korean Women Writers (Seattle, The Seal Press, 1989)[4]

## Auszeichnungen
- 1974: 01. Munhaksasang sininsang
- 1986: 06. Nokwŏn munhaksang
- 1986: 10. Onŭl-ŭi chakkasang
- 2001: 08. 21-segi munhaksang
- 2013: 16. Tongni munhaksang